# Rohtak
Rohtak (hindsky रोहतक) je město v indickém svazovém státě Harijána, administrativní centrum stejnojmenného okresu. Leží asi 70 kilometrů severozápadně od Nového Dillí a 250 kilometrů jižně od Čandígarh, hlavního města Harijány. Je součástí Národního kapitálního regionu. V roce 2011 zde žilo 374 292 obyvatel, což z Rohtaku činilo šesté největší město v Harijáně.
Rohtak je mj. významnou dopravní křižovatkou. Městem procházejí tři národní dálnice (NH 9, NH 709 a NH 35 podle nového značení) a je napojeno na dvě státní dálnice (SH16 a SH18). Dále je též železničním uzlem, sbíhají se zde tratě z Dillí, Panipatu, Rewari, Bhiwani a Jindu. Není zde ale poblíž žádné letiště, státní úřady tak zvažují vybudování veřejného letiště poblíž Mahamu, jenž leží asi 25 kilometrů západně od Rohtaku.